# Elliottita
L'elliottita és un mineral de la classe dels fosfats.

## Característiques
L'elliottita és un fosfat de fórmula química NaMgAl₃(PO₄)₂F₆(H₂O)₉. Va ser aprovada com a espècie vàlida per l'Associació Mineralògica Internacional l'any 2022, sent publicada l'any 2022. Cristal·litza en el sistema monoclínic.
Les mostres que van servir per a determinar l'espècie, el que es coneix com a material tipus, es troben conservades a les col·leccions mineralògiques del Museu d'Austràlia Meridional, a Adelaida, Austràlia, amb el número de registre: g35026, i al Museu Victoria, a Melbourne (Austràlia), amb el número de registre: m45575.

## Formació i jaciments
Va ser descoberta a la pedrera Tom's, situada a la localitat de Kapunda (Austràlia Meridional, Austràlia). També ha estat descrita a una altra pedrera, la pedrera de marbre de Penrice, situada a la propera vall de Barossa. Aquestes dues pedreres australianes són els únics indrets a tot el planeta on ha estat descrita aquesta espècie mineral.